# Conferencia de Autoridades Audiovisuales y Cinematográficas de Iberoamérica
La Conferencia de Autoridades Audiovisuales y Cinematográficas de Iberoamérica (CAACI) es un organismo internacional regional creada el 11 de noviembre de 1989 con la firma del Convenio de Integración Cinematográfica Iberoamericana. Su propósito es contribuir al desarrollo de la cinematografía dentro del espacio audiovisual de los países iberoamericanos y a la integración de los referidos países mediante una participación equitativa en la actividad cinematográfica regional.
La denominación ha cambiado a "Conferencia de Autoridades Cinematográficas de Iberoamérica" (CACI).

## Miembros
- Argentina
- Bolivia
- Brasil
- Chile
- Colombia
- Costa Rica
- Cuba
- Ecuador
- España
- Guatemala
- Honduras
- México
- Panamá
- Paraguay
- Perú
- Portugal
- Puerto Rico
- República Dominicana
- Uruguay
- Venezuela

## Secretaría ejecutiva
La Secretaría Ejecutiva de la Cinematografía Iberoamericana (SECI) es el órgano técnico y ejecutivo, de carácter permanente y su sede está ubicada en Caracas, Venezuela.